# Chariesthes sesensis
Chariesthes sesensis är en skalbaggsart som först beskrevs av Hintz 1912.  Chariesthes sesensis ingår i släktet Chariesthes och familjen långhorningar. Inga underarter finns listade i Catalogue of Life.